# The History of India, as Told by Its Own Historians. The Muhammadan Period
The History of India, as Told by Its Own Historians. The Muhammadan Period („Geschichte Indiens, erzählt von seinen eigenen Historikern. Mohammedanische Zeit“) ist ein achtbändiges Werk von H. M. Elliot (1808–1853), das von John Dowson (1820–1881) herausgegeben wurde. Das Referenzwerk zur Geschichte des mittelalterlichen Indien wurde in den Jahren 1867–1877 in London veröffentlicht. Es enthält Übersetzungen mittelalterlicher muslimischer Chroniken.
Die Bände sind folgendermaßen untergliedert:
- Einleitung (Frühe arabische Geographen / Historiker von Sind)
- Bis zum Jahr 1260
- Bis zum Jahr 1398
- Bis zum Jahr 1450
- Ende der Afghanischen Dynastie und die ersten achtunddreißig Jahre der Herrschaft von Akbar
- Akbar I. und Jahangir
- Von Shah-Jahan bis zu den frühen Jahren der Herrschaft von Muhammad Shah
- Bis zum Ende des Mohammedanischen Reiches in Indien.

Der Historiker Stanley Lane-Poole kommentierte 1903:
To realize Medieval India there is no better way than to dive into the eight volumes of the priceless History of India as Told by its Own Historians… a revelation of Indian life as seen through the eyes of the Persian court annalists./ dt. "Um sich das mittelalterliche Indien zu vergegenwärtigen, gibt es keinen besseren Weg, als in die acht Bände der unschätzbaren Geschichte Indiens, erzählt von seinen eigenen Historikern einzutauchen … eine Offenbarung des indischen Lebens, wie es durch die Augen der persischen Hofannalisten gesehen wird."
Das Werk wurde mehrere Male neu aufgelegt und ist auch Online zugänglich.

## Inhalt

### Introduction
- Volume I: Introduction[1]

#### Early Arab Geographers
- - Early Arab Geographers
  - The Merchant Sulaimán and Abú Zaid
  - Ibn Khurdádba
  - Al Mas'údí
  - Al Istakhrí
  - Ibn Haukal (Ashkálu-l Bilád)
  - Súru-l Buldán
  - Rashídu-d Dín, from Al Bírúní
  - Al Idrísí
  - Al Kazwíní

#### Historians of Sind
- - Historians of Sind
  - Mujmalu-t Tawáríkh
  - Futúhu-l Buldán, of Biládurí
  - Chach-náma
  - Táríkhu-s Sind, of Mír Ma'súm
  - Tárikh-i Táhirí
  - Beg-Lár-náma
  - Tarkhán-náma or Arghún-náma
  - Tuhfatu-l Kirám

### To the Year A.D. 1260
- Volume II: To the Year A.D. 1260

- - Táríkhu-l Hind of Biruni
  - Táríkh Yamíní of 'Utbí
  - Táríkhu-s Subuktigín of Baihakí
  - Jawami ul-Hikayat of Muhammad 'Úfí
  - Táju-l Ma-ásir of Hasan Nizámí
  - Kámilu-t Tawáríkh of Ibn Asír
  - Nizámu-t Tawáríkh of Baizáwí
  - Tabakát-i Násirí of Minháju-s Siráj
  - Jahán Kushá of Juwainí

### To the Year A.D. 1398
- Volume III: To the Year A.D. 1398

- - Jámi'u-t Tawáríkh, of Rashid-al-Din
  - Tazjiyatu-l Amsár wa Tajriyatu-l Ásár, of 'Abdu-llah, Wassáf
  - Táríkh-i Binákití, of Fakhru-d dín, Binákití
  - Táríkh-i Guzída, of Hamdu-lla, Mustaufí
  - Táríkh-i 'Aláí; or, Khazáínu-l Futúh, of Amir Khusru: (History of Alauddin Khilji)
  - Táríkh-i Fíroz Sháhí, of Ziauddin Barani: (History of Firuz Shah)
  - Táríkh-i Fíroz Sháhí, of Shams-i Siráj, 'Afíf
  - Futuhát-i Fíroz Sháhí, of Sultán Firoz Shah
  - Malfúzát-i Tímúrí, or Túzak-i Tímúrí: The Autobiography of Timur
  - Zafar-náma, of Sharafu-d dín, Yazdí

### To the Year A.D. 1450
- Volume IV: To the Year A.D. 1450
  - Táríkh-i Háfiz Abrú
  - Táríkh-i Mubárak Sháhí, of Yahyá bin Ahmad
  - Matla'u-s Sa'dain, of Abdur Razzaq
  - Rawżat aṣ-ṣafāʾ, of Mirkhond
  - Khulásatu-l Akhbár, of Khondamir
  - Dastúru-l Wuzrá, of Khondamír
  - Habib al-Siyar, of Khondamir
  - Táríkh-i Ibráhímí; or, Táríkh-i Humáyúní, of Ibráhím bin Harírí
  - Tuzk-e-Babri; or, Wáki'át-i Bábarí: The Autobiography of Babur
  - Tabakát-i Bábarí, of Shaikh Zain
  - Lubbu-t Tawáríkh, of Yahya bin 'Abdu-l Latíf
  - Nusakh-i Jahán-árá, of Kází Ahmad
  - Táríkh-i Sher Sháhí; or, Tuhfat-i Akbar Sháhí, of 'Abbás Khán Sarwání
  - Táríkh-i Dáúdí, of 'Abdu-lla

### End of the Afghan Dynasty and the First Thirty-Eight Years of the Reign of Akbar
- Volume V: End of the Afghan Dynasty and the First Thirty-Eight Years of the Reign of Akbar
  - Táríkh-i Salátín-i Afághana, of Ahmad Yádgár
  - Makhzan-i Afghání and Táríkh-i Khán-Jahán Lodí, of Ni'amatu-lla
  - Humáyún-náma, of Khondamir
  - Táríkh-i Rashídí, of Haidar Mirzá Doghlat
  - Tazkiratu-l Wáki'át, of Jauhar
  - Táríkh-i Alfí, of Mauláná Ahmad and others
  - Tabakát-i Akbarí, of Nizamuddin Ahmad, Bakhshí
  - Muntakhab al-Tawarikh; or, Táríkh-i Badáúní, of Mullá `Abd al-Qadir Bada'uni

### Akbar I. and Jahangir
- Volume VI: Akbar I. and Jahangir

- - Akbar-náma, of Shaikh Abú-l Fazl
  - Takmíla-i Akbar-náma, of 'Ináyatu-lla
  - Akbar-náma, of Shaikh Illáhdád Faizí Sirhindí
  - Wáki'át, of Shaikh Faizí
  - Wikáya, of Asad Beg
  - Táríkh-i Hakkí, of Shaikh 'Abdu-l Hakk
  - Zubdatu-t Tawáríkh, of Shaikh Núru-l Hakk
  - Rauzatu-t Táhirín, of Táhir Muhammad
  - Muntakhabu-t Tawáríkh; or, Ahsanu-t Tawáríkh, of Hasan bin Muhammad
  - Táríkh-i Firishta, of Muhammad Kásim Hindú Sháh Firishta
  - Ma-ásir-i Rahímí, of Muhammad 'Abdu-l Bákí
  - Anfa'u-l Akhbár, of Muhammad Amín
  - Memoirs of Jahángír — Preliminary Note by Editor
  - Táríkh-i Salím Sháhí; Túzak-i Jahángírí, of the Emperor Jahángír
  - Dwázda-Sála-i Jahángírí; Wáki'át Jahángírí, of the Emperor Jahángír
  - Tatimma-i Wáki'át-i Jahángírí, of Muhammad Hádí
  - Ikbál-náma-i Jahángírí, of Mu'tamad Khán
  - Ma-ásir-i Jahángírí, of Kámgár Khán
  - Intikháb-i Jahángírí-Sháhí
  - Subh-i Sádik, of Sádik Isfahání

### From Shah-Jahan to the Early Years of the Reign of Muhammad Shah
- Volume VII: From Shah-Jahan to the Early Years of the Reign of Muhammad Shah

- - Padshahnama, of Muhammad Amín Kazwíní
  - Bádsháh-náma, of Abdul Hamid Lahori
  - Sháh Jahán-náma, of 'Ináyat Khán
  - Bádsháh-náma, of Muhammad Wáris
  - Amal-i Sálih, of Muhammad Sálih Kambú
  - Sháh Jahán-náma, of Muhammad Sádik Khán
  - Majálisu-s Salátín, of Muhammad Sharíf Hanafí
  - Táríkh-i Mufazzalí, of Mufazzal Khán
  - Mir-át-i 'Álam, Mir-át-i Jahán-numá, of Bakhtáwar Khán
  - Zínatu-t Tawáríkh, of 'Azízu-llah
  - Lubbu-t Tawáríkh-i Hind, of Ráí Bhárá Mal
  - Álamgír-náma, of Muhammad Kázim
  - Ma-ásir-i 'Álamgírí, of Muhammad Sákí Musta'idd Khán
  - Futuhát-i 'Álamgírí, of Muhammad Ma'súm
  - Táríkh-i Mulk-i Áshám, of Shahábu-d dín Tálásh
  - Wakái, of Ni'amat Khán
  - Jang-náma, of Ni'amat Khán
  - Ruka'át-i 'Álamgírí, of the Emperor Aurangzeb
  - Muntakhabu-l Lubáb, of Kháfí Khán
  - Táríkh, of Irádat Khán
  - Táríkh-i Bahádur Sháhí
  - Táríkh-i Sháh 'Álam Bahádur Sháhí
  - Ibrat-náma, of Muhammad Kásim

### To End of the Muhammadan Empire in India
- Volume VIII: To End of the Muhammadan Empire in India

- - Mukhtasiru-t Tawáríkh
  - Khulásatu-t Tawáríkh, of Subhán Ráí
  - Haft Gulshan-i Muhammad-Sháhí, of Muhammad Hádí Kámwar Khán
  - Tazkira-i Chaghatáí, of Muhammad Hádí Kámwar Khán
  - Táríkh-i Chaghatáí, of Muhammad Shafí', Teharání
  - Burhánu-l Futúh, of Muhammad 'Alí
  - Kanzu-l Mahfúz
  - Táríkh-i Hindí, of Rustam 'Alí
  - Táríkh-i Nádiru-z Zamání´, of Khushhál Chand
  - Jauhar-i Samsám, of Muhammad Muhsin Sádikí
  - Tazkira, of Ánand Rám Mukhlis
  - Nádir-náma, of Mirzá Muhammad Mahdí
  - Tahmásp-náma, of Miskín
  - Bahru-t Tawáríkh´
  - Muhammad-náma
  - Táríkh-i Muhammad Sháhí, of Yúsuf Muhammad Khán
  - Táríkh-i Ahm??Sháh
  - Bayán-i Wákí', of Khwája 'Abdu-l Karím Khán
  - Táríkh-i 'Álamgír-sání
  - Táríkh-i Manázilu-l Futúh, of Muhammad Ja'far Shámlú
  - Jám-i Jahán-numá, of Muzaffar Husain
  - Farhatu-n Názirín, of Muhammad Aslam
  - Táríkh-i Faiz Bakhsh, of Sheo Parshád
  - Hadíkatu-l Akálím, of Murtazá Husain
  - Jám-i Jahán-numá, of Kudratu-llah
  - Ma-ásiru-l Umará, of Sháh Nawáz Khán Samsámu-d daula
  - Tazkiratu-l Umará, of Kewal Rám
  - Sawánih-i Akbarí, of Amír Haidar Husainí
  - Siyaru-l Muta-akhkhirín, of Ghulám Husain Khán
  - Mulakhkhasu-t Tawáríkh, of Farzand 'Alí Husain
  - Táríkh-i Mamálik-i Hind, of Ghulám Básit
  - Chahár Gulzár Shujá'í, of Harí Charan Dás
  - Táríkh-i Shahádat-i Farrukh Siyar, of Mirzá Muhammad Bakhsh
  - Wáki'át-i Azfarí
  - Bahru-l Mawwáj, of Muhammad 'Alí Khán Ansárí
  - 'Ibrat-náma, of Fakír Khairu-d dín Muhammad
  - Chahár Gulshan, of Rám Chatar Mán
  - Táríkh-i Ibráhím Khán
  - Lubbu-s Siyar, of Abú Tálib Londoní
  - Ausáf-i Ásaf
  - Táríkh, of Júgal Kishwar
  - Gulistán-i Rahmat, of Nawáb Mustajáb Khán
  - Gul-i Rahmat, of Sa'ádat Yár Khán
  - Sahíhu-l Akhbár, of Sarúp Chand
  - Táríkh-i Muzaffarí, of Muhammad 'Alí Khán
  - Sháh-náma, or Munawwaru-l Kalám, of Sheo Dás
  - Ikhtisáru-t Tawáríkh, of Sawan Singh
  - Mir-át-i Aftáb-numá, of Sháh Nawáz Khán
  - Intikhábu-t Tawáríkh, of Mirzá Másítá
  - Sa'ádat-i Jáwed, of Harnám Singh
  - Ma'danu-s Sa'ádat, of Saiyid Sultán 'Alí
  - Majma'u-l Akhbár, of Harsukh Ráí´
  - Káshifu-l Akhbár, of 'Ináyat Husain
  - Zubdatu-l Akhbár, of Umráo Singh
  - Muntakhab-i Khulásatu-t Tawáríkh, of Rám Parshád
  - Akhbár-i Muhabbat, of Nawáb Muhabbat Khán
  - Táríkh-i Sháh 'Álam, of Manú Lál
  - Sháh 'Álam-náma, of Ghulám 'Alí Khán
  - 'Imádu-s Sa'ádat, of Mír Ghulám 'Alí
  - Nigár-náma-i Hind, of Saiyid Ghulám 'Alí
  - Muntakhabu-t Tawáríkh, of Sadásukh
  - Ashrafu-t Tawáríkh, of Kishan Dayál
  - Jinánu-l Firdaus, of Mirzá Muhammad Yúsufí
  - Táríkh-i Henry, of Saiyid Muhammad Bákir 'Alí Khán
  - Balwant-náma, of Fakír Khairu-d dín Muhammad
  - Yádgár-i Bahádurí, of Bahádur Singh
  - Jámi'u-t Tawáríkh, of Fakír Muhammad
  - Jám-i Jam, of Saiyid Ahmad Khán
  - Majma'u-l Mulúk and Zubdatu-l Gharáib, of Muhammad Rizá
  - Akhbárát-i Hind, of Muhammad Rizá
  - Miftáhu-t Tawáríkh, of Thomas William Beale

## Online-Ausgabe
- H. M. (Henry Miers), Sir Elliot, Ed. John Dowson: The History of India, as Told by Its Own Historians. The Muhammadan Period (Vol 1.). London: Trübner & Co., 1871 (englisch, archive.org).
- H. M. (Henry Miers), Sir Elliot, John Dowson: The History of India, as Told by Its Own Historians. The Muhammadan Period (Vol 2.). London: Trübner & Co., 1871 (englisch, archive.org).
- H. M. (Henry Miers), Sir Elliot, John Dowson: The History of India, as Told by Its Own Historians. The Muhammadan Period (Vol 3.). London: Trübner & Co., 1871 (englisch, archive.org).
- H. M. (Henry Miers), Sir Elliot, John Dowson: The History of India, as Told by Its Own Historians. The Muhammadan Period (Vol 4.). London: Trübner & Co., 1871 (englisch, archive.org).
- H. M. (Henry Miers), Sir Elliot, John Dowson: The History of India, as Told by Its Own Historians. The Muhammadan Period (Vol 5.). London: Trübner & Co., 1871 (englisch, archive.org).
- Digitalisat Vol 6.
- H. M. (Henry Miers), Sir Elliot, John Dowson: The History of India, as Told by Its Own Historians. The Muhammadan Period (Vol 6.) London 1875
- H. M. (Henry Miers), Sir Elliot, John Dowson: The History of India, as Told by Its Own Historians. The Muhammadan Period (Vol 7.). London: Trübner & Co., 1871 (englisch, archive.org).
- H. M. (Henry Miers), Sir Elliot, John Dowson: The History of India, as Told by Its Own Historians. The Muhammadan Period (Vol 8.). London: Trübner & Co., 1871 (englisch, archive.org).
- The History of India, as Told by Its Own Historians. The Muhammadan Period; by Sir H. M. Elliot; Edited by John Dowson; London: Trubner Company 1867–1877, Vol I–VIII – Packard Humanities Institute; Persian Texts in Translation
- Edward Clive Bayley: The History of India, as Told by Its Own Historians: The Local Muhammadan Dynasties: Gujarat. London: W. H. Allen, publishers to the India Office, 1886 (englisch, archive.org).